# Manuel Galiana
Manuel Galiana (la Vila Joiosa, Espanya, 9 de març de 1941), també conegut com a Manolo Galiana, és un actor de teatre, cinema i televisió valencià. Es va presentar a les llistes de Recortes Cero a les eleccions generals espanyoles de 2016.

## Filmografia

### Cinema
Llargmetratges
| - Cuartelazo (1961) - Hoy como ayer (1966) - Querido profesor (1966) - Los diablos rojos (1966) - Aquí mando yo (1967) - Proceso de Gibraltar (1967) - Paraules d'amor (1968) - El vengador del sur (1969) - Las gatas tienen frío (1970) - Los jóvenes amantes (1971) - Los buenos días perdidos (1975) - Mi hija Hildegart (1977) - El día del presidente (1979) | - Historias de mujeres (1980) - Stico (1985) - Luces de bohemia (1985) - Gallego (1988) - X (2002) - La balsa de piedra (2002) - El furgón (2003) - La piel de la tierra (2004) - Tiovivo c. 1950 (2004) - GAL (2006) - Luz de domingo (2007) - Sangre de mayo (2008) - Una historia criminal (2014) |

Curtmetratges
- En el río (1960)
- Trotín Troteras (1962)
- Clara (1965)
- 250 bocadillos de mortadela (202)
- A ciegas... (2007)
- Juntos (2009)

### Televisió
| - La tortuga perezosa (1963) - Primera fila (1965) - Novela (1966-1978) - Los encuentros (1966-1967) - Historias para no dormir(1966-1982) - Estudio 1(1966-1982) - La zarpa (1967) - Angelino Pastor (1967) - Teatro de siempre (1967-1979) - La pequeña comedia (1968) - Der Unfall (1968) - Hora once (1968-1970) - Cuentos de Chejov (1969) - Vivir para ver (1969) - Visto para sentencia (1971) - Siete piezas cortas (1972) - Ficciones (1972-1974) - Buenas noches, señores (1972) - Pequeño estudio (1972) - Cuentopos (1974) - El teatro (1974) - Teatro Club (1976-1977) - Teatro estudio (1977-1979) - Que usted lo mate bien (1979) - Teatro breve (1981) - Los gozos y las sombras (1982) - La comedia(1983-1984) - Cuentos imposibles (1984) - Proceso a Mariana Pineda (1984) | - A Electra le sienta bien el luto (1986) - La voz humana (1986) - Recuerda cuándo (1987) - La palmera (1990) - Encantada de la vida (1993-1994) - Los ladrones van a la oficina (1995) - Hostal Royal Manzanares (1996-1997) - Pasen y vean (1997) - Vida y sainete (1998) - Tío Willy(1998) - Ambiciones (1998) - Una de dos (1998-1999) - ¡Qué grande es el teatro! (1999) - A las once en casa (1999) - Paraíso (2001) - Cuéntame cómo pasó (2001-2003) - Luna negra(2003) - El comisario (2004) - ¿Se puede? (2004) - Aquí no hay quien viva (2004-2005) - Hospital Central (2005) - Tirando a dar (2006) - Círculo rojo (2007) - Escenas de matrimonio (2007-2008) - Doctor Mateo (2009-2010) - Bandolera (2011-2013) - Gran Reserva (2013) - Vive cantando (2013) |

### Teatre
| - La casa de los siete balcones , de Alejandro Casona - A Electra le sienta bien el luto , d'Eugene O'Neill - Hay una luz sobre la cama , de Torcuato Luca de Tena - Cui-Ping-Sing (1961), de Agustín Foxá - Cerca de las estrellas (1961), de Ricardo López Aranda - El abogado del diablo (1962), de Morris West - El carrusel (1965), de Víctor Ruiz Iriarte - El Cochecito Leré (1966), de Ricardo Lopez Aranda - La dama de Maxim (1966) de George Feydeau - Madre Coraje (1966) de Brecht - El caballo desvanecido (1967), de Françoise Sagan - Oficio de tinieblas (1967), de Alfonso Sastre - El pájaro azul (1967), de Maeterlinck - La bahía (1968), de Philippe Adrien - Divinas palabras (1969), de Ramón María del Valle-Inclán - Hay una luz sobre la cama (1970), de Torcuato Luca de Tena - Tango (1970), de Sławomir Mrożek - Andorra (1971), de Max Frisch - El triunfador (1971), de Torcuato Luca de Tena - Salsa picante (1971), de Joyce Rayburn - Adriano VII (1971), de Peter Lucke - Los buenos días perdidos (1972), d'Antonio Gala - La llegada de los dioses (1972), d'Antonio Buero Vallejo - Ellos los prefieren...un poco locas (1975), de Harry Caine - Los chicos de la banda (1975), de Mart Crowley - La hija del capitán (1977), de Valle-Inclán - Las galas del difunto (1978), de Valle-Inclán - Posdata: Tu gato ha muerto (1979), de James Kirkwood - Tragicomedia del Serenísimo principe Don Carlos (1980), de Carlos Muñiz - El álbum familiar (1982), de José Luis Alonso de Santos - El pato silvestre (1982), de Ibsen | - Tres sombreros de copa (1983), de Miguel Mihura - Ni pobre ni rico sino todo lo contrario (1986), de Antonio Lara de Gavilán i Mihura - La gran pirueta (1986), de Alonso de Santos - Tango, de Slawomir Mrozek - El veneno del teatro , de Rodolfo Sirera - Anselmo B o la desmedida pasión por los alféizares , de Adolfo Marsillach - Abejas en diciembre (1987), de Alan Ayckbourn - ¡Ay, Carmela! (1988), de José Sanchis Sinisterra - El tríptico de los Pizarro (1990), de Tirso de Molina - El desdén con el desdén (1991), de Agustín Moreto - Fortunata y Jacinta (1994), de Benito Pérez Galdós - La comedia de los errores (1994), de William Shakespeare - El caballero de las espuelas de oro (1994), de Alejandro Casona - El visitante (1997), d'Eric-Emmanuel Schmitt - El otro William (1997/98), de Jaime Salom - Píntame en la eternidad (1998), de Alberto Miralles - Misión al pueblo desierto (1999), d'Antonio Buero Vallejo - Yo, Martin Lutero (1999), de Ricardo López Aranda - Cyrano de Bergerac (2000), d'Edmond Rostand - La raya del pelo de William Holden (2001), de José Sanchís Sinisterra - La guerra de nuestros antepasados (2003), de Miguel Delibes - El adefesio (2003-2004), de Rafael Alberti - Conversación con Primo Levi (2005-2006) - La comedia del bebé (2006-2007), de Edward Albee - La decente (2008), de Miguel Mihura - Desnudos en Central Park (2009) - Extraño Anuncio (2012), de Adolfo Marsillach - Testigo de cargo (2012) de Agatha Christie |

## Premis i nominacions
| Any  | Premi                                       | Categoria              | Títol          | Resultat |
| ---- | ------------------------------------------- | ---------------------- | -------------- | -------- |
| 2008 | Cercle d'Escriptors Cinematogràfics,Espanya | Millor actor secundari | Luz de domingo | Nominat  |